# Peter Liedtke
Peter Liedtke (* 6. Mai 1959 in Gelsenkirchen) ist ein deutscher Fotokünstler, Kurator, Galerist, Autor und Blogger.

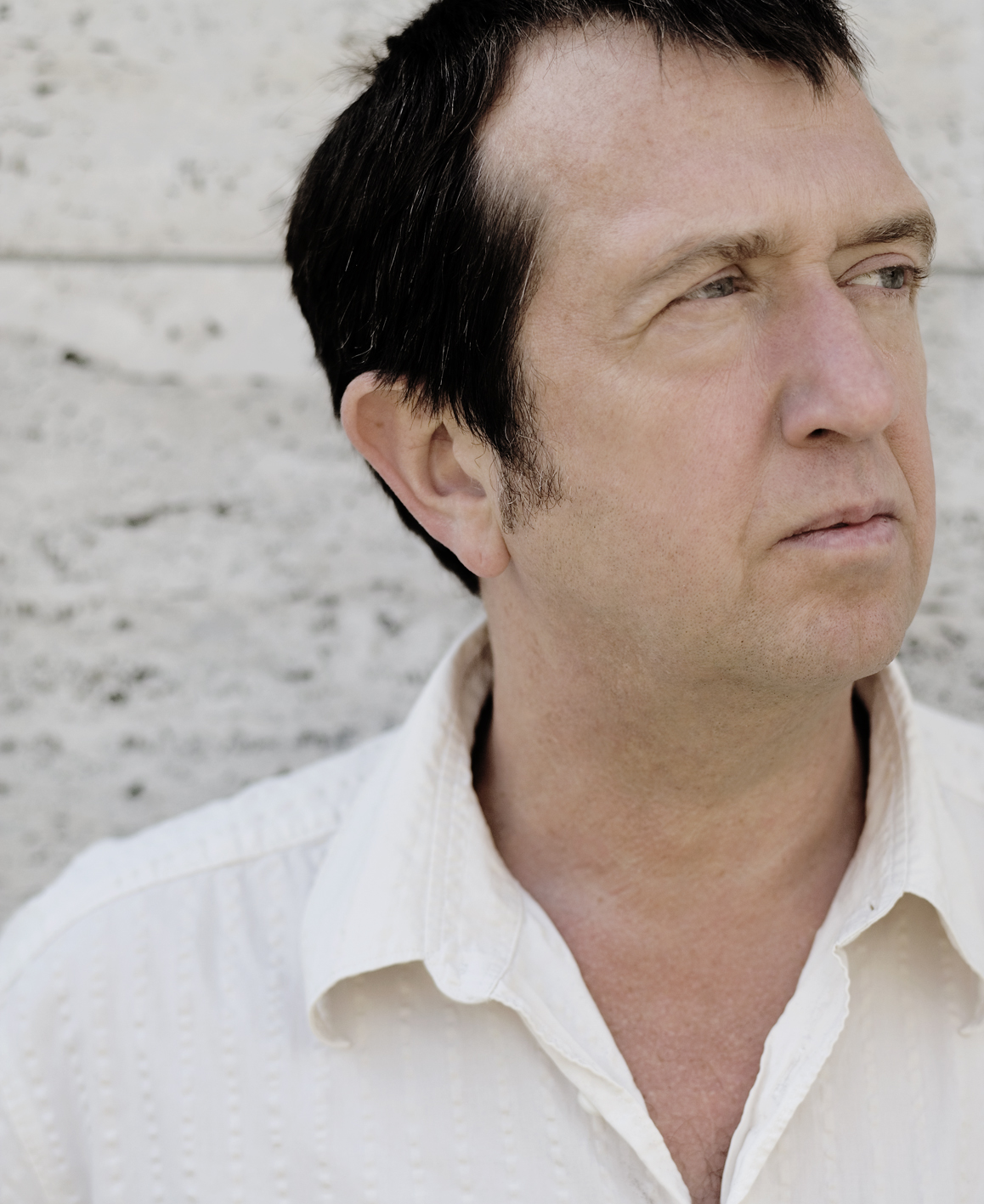
Peter Liedtke
Foto: Harald Hoffmann

## Leben und Wirken
Peter Liedtke studierte bis 1990 an der Universität-Gesamthochschule Essen, ehemals Folkwangschule  den Studienzweig Kommunikationsdesign.
1986 erhielt er den Förderpreis der Stadt Gelsenkirchen und begann freiberuflich als Bildjournalist mit dem Schwerpunkt der Sozialreportage, insbesondere für kirchliche Medien zu arbeiten. Er wurde durch die Essener Fotoagentur foto-present vertreten. Als Vertreter der Autorenfotografie wurde für ihn in den kommenden Jahren das Medium Fotografie zunehmend zum Erzielen aufklärerischer, sozialkritischer und politischer Wirkungen gebraucht.
Ab 1989 begleitete er als Fotograf die tiefgreifenden Veränderungen der Region zwischen Ruhr und Emscher. Hier wurde er zum entscheidenden Bildgeber der Internationalen Bauausstellung Emscher Park. Insbesondere die Bilder der Industrienatur sind durch ihn geprägt. „Peter Liedtke entwickelt dabei eine Bildsprache, die es uns ermöglicht, den Wert und die Schönheit dieser Landschaft wahrzunehmen und den Entstehungsprozess des Emscherparks als Herausbildung einer unverwechselbaren Landschaft der Industriekultur in Europa zu begreifen.“
Ab 1993 entwickelte er verschiedene Foto- und Netzwerkprojekte.
Von 1996 bis 2008 war er Mitglied der Ateliergemeinschaft ICONOS in Essen mit Deimel + Wittmar, Norbert Enker und Knut Wolfgang Maron.
Seit 2003 hält er Vorträge und schreibt zu verschiedenen Themen der Ruhrgebietsfotografie.
2005 wurde er in den Deutschen Werkbund berufen.
Seit 2008 kuratiert und organisiert er verschiedene Fotoausstellungen.
2009 wurde er in die Deutsche Gesellschaft für Photographie berufen. Von 2009 bis zu ihrer Schließung 2016 war er Editor und Galerist der Galerie Hundert. Der Name der Galerie leitete sich aus dem Umstand ab, dass die Fotografien jeweils in einer limitierten Auflage von 100+1 Stück hergestellt wurden.
2010 gründete er die Galeriemeile Gelsenkirchen als Zusammenschluss von Galerien und Ateliers im Gelsenkirchener Stadtteil Ückendorf. 2013 entwickelte sich daraus das Kreativquartier Ückendorf.
Seit 2012 ist er Redakteur und Herausgeber des Blogs ruhr.speak, einer Dialogplattform für Fotografie und Urbanität im Ruhrgebiet.
Seit 1989 lebt er in Herne und arbeitet seit 2008 in Gelsenkirchen.

## Fotoprojekte
- 1983 Fotografenprojekt: „Menschenkette“ Stuttgart-Ulm, Ausstellung in München und Washington (Beteiligung)
- 1993–1997 Bürgerprojekt: „Stadtbild Herne“, Herne  (Konzeption und Leitung)
- 1996 Dia-Installation im öffentlichen Raum: „Deportiertensuche vor Ort“, Gelsenkirchen (mit Jens J. Meyer), im Jahr 2000 als künstlerischer Leiter für die Heinrich-Böll-Stiftung und deren Landesstiftungen in Potsdam, Rostock, Halle und Weimar (Konzeption und Leitung)
- 1997 Schülerprojekt: „Freundschaften zwischen den Kulturen“, Gelsenkirchen (Konzeption und Leitung)
- seit 2002 „Pixelprojekt Ruhrgebiet – digitale Sammlung fotografischer Positionen als regionales Gedächtnis“ (Konzeption und Leitung)
- 2003 Plakatinitiative „Künstler*innen für Frieden“ (Konzeption und Leitung)
- 2005 Schülerprojekt „EmscherTraum-EmscherRaum“ (Konzeption und Leitung)
- 2005 Entwicklung und künstlerische Leitung des Fotoprojekt Emscher:zukunft für die Emschergenossenschaft
- 2008–2016 Entwicklung und Leitung des Projektes bild.sprachen. Zentrales Element ist seit 2009 die gleichnamige Plattform für Fotografie und Fotografieprojekte im Wissenschaftspark Gelsenkirchen, die an zwei Tagen Fotografen und Macher von Fotoprojekten mit der Kunst-, Informations- und Kommunikationsszene zusammenbringt.
- 2013 Foto-Sound Projekt „Nuit de la Photographie“, Gelsenkirchen (Konzeption und Leitung)
- 2016–2017 „neueheimat.ruhr“ Fotogroßprojektionen an verschiedenen Orten im Ruhrgebiet und Ausstellung im Wissenschaftspark Gelsenkirchen
- seit 2021 „Aktuelle Fotografie im Ruhrgebiet. Pixelprojekt auf Zollverein“ Ausstellungsreihe im Rundeindicker der Kohlenwäsche im Weltkulturerbe Zollverein

## Einzelausstellungen (Auswahl)
- 1986 „Ruhrgebietsnatur“, Foyer des Museum Folkwang und Ruhrlandmuseum, Essen
- 1986 „Auschwitz – 40 Jahre danach“, Rathaus Gelsenkirchen, Gedenkhalle Schloss Oberhausen, Oberhausen
- 1993 „The Duisburg-Nord landscape park“, Kulturpalast Nischni Tagil, Russland
- 1993 „Ein Hüttenwerk wird Park“, Umweltministerium NRW, Düsseldorf
- 1996/97 „Industrienatur“, Mineralienmuseum Essen; Bundesgartenschau Gelsenkirchen; Aquarius-Wassermuseum, Mülheim an der Ruhr
- 1997 „Gegen Rassismus“, Landtag NRW, Düsseldorf
- 2002 „Skulptur Emscherpark“, Ludwig Galerie Schloss Oberhausen (Katalog)
- 2005 „Heimatbilder“ Industrieclub Grillo, Gelsenkirchen

## Ausstellungsbeteiligungen (Auswahl)
- 1994 „Fotografie als Kunst“, Sparkasse Pforzheim
- 1995 „Ruhrgebiet 1945–1995“ Schollbrockhaus, Herne
- 1995 „Lebensraum Ruhrgebiet“ Internationale Fototage Herten (Katalog)
- 1996 „Lebensläufe“, Kunstmuseum Gelsenkirchen
- 1997 „Künstler gegen Flugplatzausbau“, Rathaus Unna, Petrikirche (Dortmund) (1998)
- 1999 „Kunst setzt Zeichen“, Ludwig Galerie Schloss Oberhausen (Katalog)
- 2000 „Schwarzweiß und Farbe“, Zeche Zollverein, Essen (Katalog)
- 2001 „Landmarken“, Wissenschaftspark Rheinelbe, Gelsenkirchen
- 2002 „Rhein – Ruhr Architecture“, The Royal Danish  Academy of Fine Arts, Kopenhagen (Katalog)
- 2002 „Hauptstadt-Herne“, Flottmann-Hallen, Herne (Katalog)
- 2004 „Ruhrtopia – Zukunft im Ruhrgebiet“, Ludwig Galerie Schloss Oberhausen (Katalog)
- 2006 „Auswahl02_München – Pixelprojekt_Ruhrgebiet“ Kunstbunker Tumulka München
- 2007 „Shrinking Cities – International Research“, Van Alen Institut, New York; Museum of Contemporary  Art, Detroit; Cleveland Urban Design Center, Cleveland; Liebfrauenkirche Duisburg-Mitte
- 2007 „Jetzt-Künstler im Deutschen Werkbund“, Künstlerzeche Unser Fritz, Herne
- 2007 „Pixel“, Europäisches Parlament, Brüssel
- 2010 „ÜberTage-Fotografische Positionen zur Gegenwart einer Region“ – Kunstmuseum Mülheim an der Ruhr (Katalog)
- 2012 „Die Kunst der Revitalisierung“ 2πR Galerie, Posen, Polen
- 2022 „Wir sind Herne! Fotografien der Menschen unserer Stadt“ Fortbildungsakademie des Ministeriums für Inneres und Kommunales des Landes Nordrhein-Westfalen

## Sammlungen
Seine Bilder befinden sich in den Sammlungen des Ruhr Museum Essen und des Emschertal-Museum Herne und sind in der Dauerausstellung des Ruhr Museum und in der Hauptverwaltung der Bundesknappschaft Bochum ausgestellt.

## Publikationen Foto (Auswahl)
- 1993 Plakatmappe „Die Gegenwart von Auschwitz“, Peter Liedtke und Henning Langenheim, Hrsg.: Fritz Bauer Institut
- 2002 Katalog „Skulptur Emscherpark“ Hrsg. Ludwig Galerie Schloss Oberhausen
- 2005 Katalog „Zwischenstadt“ Hrsg. Pixelprojekt Ruhrgebiet + Forum Industriedenkmalpflege und Geschichtskultur
- 2006 „Menschen – Farben – Emotionen, Die Fußball-Weltmeisterschaft in Nordrhein-Westfalen 2006“, Hrsg. Innenministerium NRW
- 2007 „Industrie-Wald und Landschafts-Kunst im Ruhrgebiet“, Text: Roland Günter und Janne Günter (Klartext Verlag, Essen 2007, ISBN 978-3-89861-594-5)

## Veröffentlichungen Text (Auswahl)
- „Städtebau, Architektur und Fotografie. Wie kriegt man das zusammen“ In: „Mögliche Orte – Bildwelten, Planerwelten?!“, StadtBauKultur NRW, Gelsenkirchen, 2005
- „Die Zwischenstadt – Peter Liedtke“, Beileger zur Zeitschrift FORUM Industriedenkmalpflege und Geschichtskultur, Dortmund, 2005
- „Erst stirbt die Zeche, dann die ganze Stadt – Wolfgang Quickels“, Beileger zur Zeitschrift FORUM Industriedenkmalpflege und Geschichtskultur, Dortmund, 2005
- „Pixelprojekt_Ruhrgebiet – digitale Brücken der Fotografie in und aus der Region“, Katalog „leicht und weit – Brücken im neuen Emschertal – Fotografien von Thomas Wolf“ Ludwig Galerie Schloss Oberhausen, Oberhausen, 2006
- „93/03 Ruhrgebiet – Thomas Pflaum“, Beileger zur Zeitschrift FORUM Industriedenkmalpflege und Geschichtskultur, Dortmund, 2006
- „Menschen – Farben – Emotionen. Die Fußballweltmeisterschaft in Nordrhein-Westfalen“ Katalog des Innenministeriums NRW, Düsseldorf, 2006
- „Der Wandel beginnt in den Köpfen“, Dritter Bericht am den Rat der Stadt Essen, Agenda 21, Essen, 2006
- „System-Landschaft – Dominik Asbach“, Beileger zur Zeitschrift FORUM Industriedenkmalpflege und Geschichtskultur, Dortmund, 2007
- „Ein Gigant auf Reisen – Frank Schultze“, Beileger zur Zeitschrift FORUM Industriedenkmalpflege und Geschichtskultur, Dortmund, 2007
- „Bergarbeiter – Wolfgang Staiger“, Beileger zur Zeitschrift FORUM Industriedenkmalpflege und Geschichtskultur, Dortmund, 2008
- „Im Ruhrgebiet“ – Gedanken zu der Arbeit von Chargesheimer 50 Jahre später, Zeitschrift FORUM Industriedenkmalpflege und Geschichtskultur, Dortmund, 2008
- „Pixelprojekt_Ruhrgebiet – Eine digitale Sammlung als fotografisches Gedächtnis“, Katalog „Über Tage – Fotografische Positionen zur Gegenwart einer Region“, Kunst Museum Alte Post, Mülheim, 2010
- „Fotografie zur Kulturhauptstadt – schön oder wichtig“, Katalog „Unten – Brüche und Vitalität der Metropolen Istanbul / Ruhrgebiet“, INURA und bild.sprachen Fotoprojekte 2010
- „Krupp -Fotografien aus zwei Jahrhunderten“, Zeitschrift FORUM Industriedenkmalpflege und Geschichtskultur, Dortmund, 2010
- „Industrialization and Labour Migration in the Ruhr Region“, Katalog „Migration and Nomadic Living“, Backlight 2011, Tampere Finnland, 2011
- „Heiner Schmitz – Fotograf im Ruhrgebiet“, in „Heiner Schmitz. Menschenbilder 1962 bis 2011“, Klartext Verlag, Essen, 2012
- „Zaglebie Ruhry w fotografiach (Die Kunst der Revitalisierung)“ 05 Festiwal Fotodokumentu Posen, Polen, 2012; „Fotofestival- und Messezeit in Mannheim – Ludwigshafen – Heidelberg“, ruhr.speak Blog, 2013
- „DGPh-Symposium in Hannover fragt: Was ist ein gutes Bild?“, ruhr.speak Blog, 2013
- „Pixelprojekt_Ruhrgebiet – Zum 10jährigen Jubiläum“ In: „Rundbrief Fotografie“ Vol.20, No.3, Dresden / Mülheim an der Ruhr, 2013
- „Ein besonderer Ort“ Katalog „Ückendorf_scans“, bild.sprachen Fotoprojekte, Gelsenkirchen, 2014
- „Gesamtkunstwerk Stadt“, Katalog „We walk the line“, bild.sprachen Fotoprojekte, Gelsenkirchen, 2014
- „Ein internationaler Ort“, Katalog „hier sind wir“, bild.sprachen Fotoprojekte, Gelsenkirchen, 2014
- „Das Bild des Ruhrgebiets - Eine lange Geschichte“, in „Fremdbild des Ruhrgebiets“, gestaltentreffen Verlag, Bochum, 2015
- „Kulturlandschaft Montan Europe - Fotografie als identitätsprägendes und -stiftendes Medium“, in „Forum Geschichtskultur Ruhr 02/2015“, 2015

## Biografien
- Hans Jörg Loskill (Hrsg.) „RevierAtelier – Peter Liedtke“ (Klartext Verlag, Essen 2007, ISBN 978-3-89861-838-0)

## Interviews
- Pixelprojekt_Ruhrgebiet in Netzpiloten
- Forum d’Avignon in Labkultur
- Agenda Forum Essen
- Innovation durch Kunst in Emscher Player
- Politische Kunst in Emscher Player
- Kulturhauptstadt RUHR2010 in K-West
- bild.sprachen 2008 Gelsenkirchen
- „Die Steinert-Enkel haben ihren Weg in professioneller und künstlerischer Richtung gemacht und lassen aufhorchen“ Hans Jörg Loskill sprach mit Peter Liedtke über seine fotografischen Positionen, über das Realitätsproblem und über die Gründung des Pixelprojekt_Ruhrgebiet. In: Revier Atelier, Klartextverlag, Essen, 2007, S. 11–13.